# Frank Brisko
Frank Brisko (ur. 24 sierpnia 1900 roku w Chicago, zm. 26 listopada 1990 roku w Exeland) – amerykański kierowca wyścigowy.

## Kariera
W swojej karierze Brisko startował głównie w Stanach Zjednoczonych w mistrzostwach AAA Championship Car oraz towarzyszącym mistrzostwom słynnym wyścigu Indianapolis 500, będącym w latach 1923-1930 jednym z wyścigów Grandes Épreuves. W pierwszym sezonie startów, w 1929 roku w wyścigu Indianapolis 500 uplasował się na jedenastej pozycji. W mistrzostwach AAA raz stanął na podium. Z dorobkiem 110 punktów został sklasyfikowany na dziewiątej pozycji w klasyfikacji generalnej. Pięć lat później dojechał do mety Indy 500 na dziewiątym miejscu. Uzbierane 264,5 punktu dało mu siódme miejsce w klasyfikacji mistrzostw. W sezonie 1935 w mistrzostwach AAA był jedenasty. Do czołówki Amerykanin powrócił w 1940 roku, kiedy w Indy 500 był dziewiąty i w mistrzostwach uzbierał łącznie 280 punktów. Dało mu to ósme miejsce w końcowej klasyfikacji kierowców.